# Agighiol
Agighiol es una localidad rumana de la comuna de Valea Nucarilor, en el condado de Tulcea.

## Toponimia
El nombre del lugar puede encontrarse escrito con las grafías Agi-Ghiol  y Agighiol.

## Historia
Hacia finales del siglo XIX, la localidad, que ya por entonces pertenecía al condado de Tulcea, formaba parte de la antigua comuna homónima de Agi-Ghiol, de la cual era capital, y tenía contabilizada una población de 1576 habitantes, entre los que había 1234 rumanos y 334 búlgaros.
En la segunda mitad del siglo XX la localidad había pasado a formar parte de la comuna de Valea Nucarilor. En el censo de 2021 la localidad tenía una población de 1402 habitantes.